# Bibliotheca Thysiana
La Bibliotheca Thysiana est une bibliothèque de l'université de Leyde, aux Pays-Bas. Elle se situe à l'angle de la rue de Rapenburg et la rue Groenhazengracht, à la jonction des deux canaux portant le même nom que les deux rues. La bibliothèque date du XVIIe siècle et abrite une collection privée d'environ 2 500 livres livres anciens qui appartenaient à Johannes Thysius (1622-1653).

## Histoire
La bibliothèque est construite en 1655 pour abriter la collection de livres et brochures du jeune avocat Johannes Thysius. À sa mort, celui-ci laisse en héritage une somme de 20 000 florins, destinée à la construction d'une bibliothèque, de façon à sauvegarder et rendre accessible sa collection de livres. 
Le bâtiment conçu et réalisé par l'architecte néerlandais Arent van 's-Gravesande est représentatif du classicisme hollandais de cette époque.
La Bibliotheca Thysiana est la plus ancienne bibliothèque des Pays-Bas encore en service à ce jour. La collection de la bibliothèque est constituée de 2 500 livres anciens et de plusieurs milliers de pamphlets couvrant une grande diversité de sujets.

## Galerie

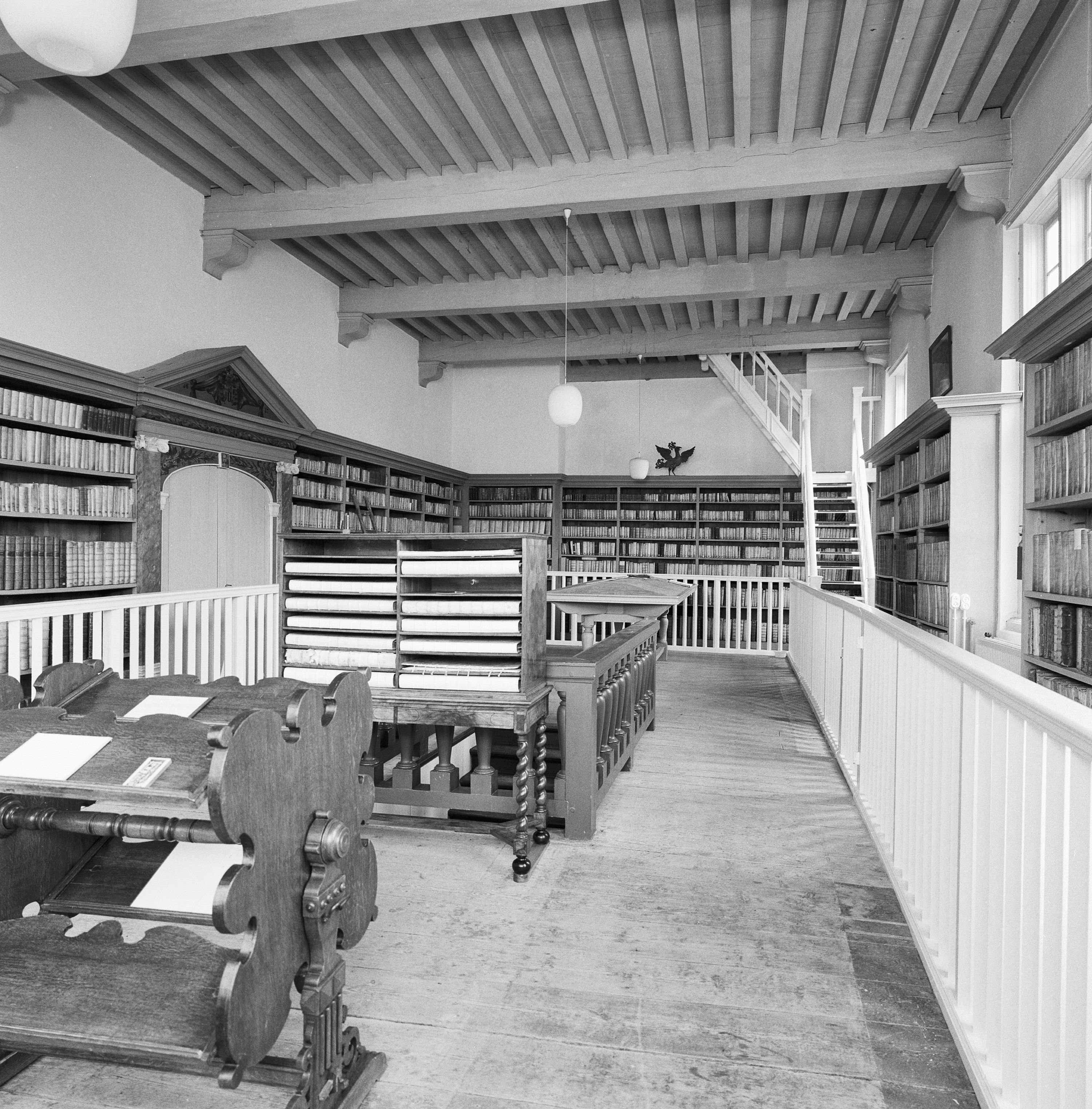
(1994)
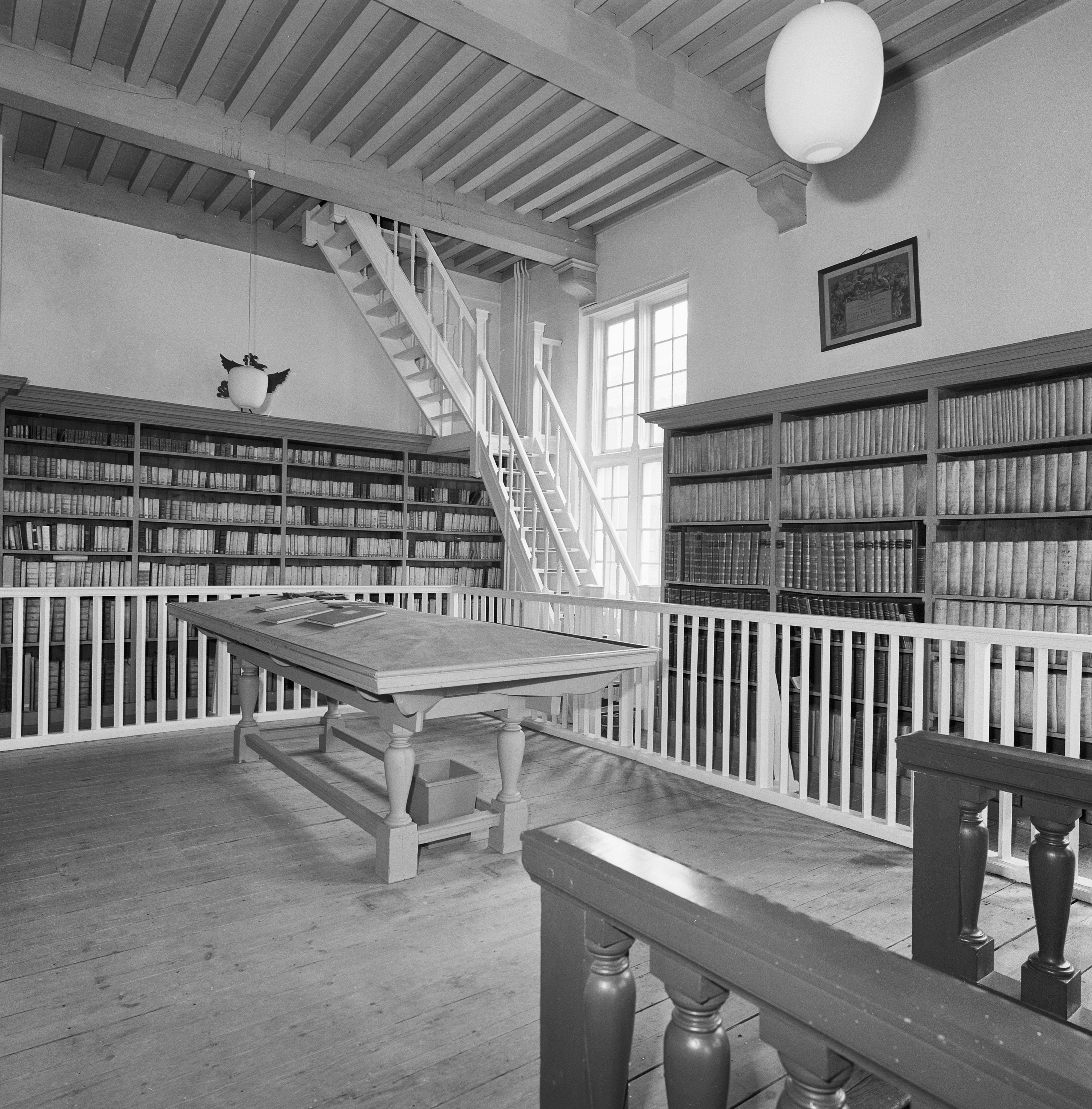
(1994)
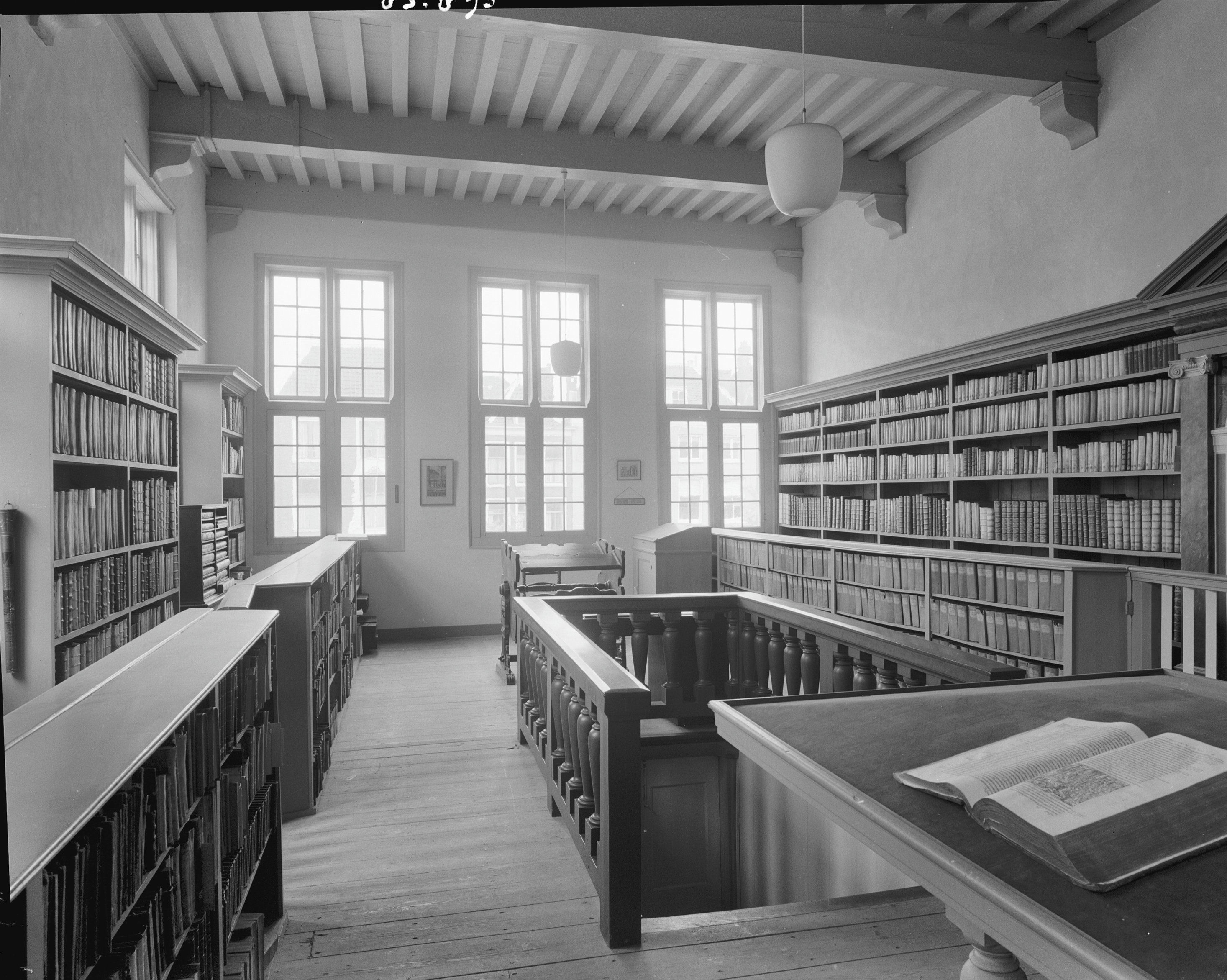
(1964)
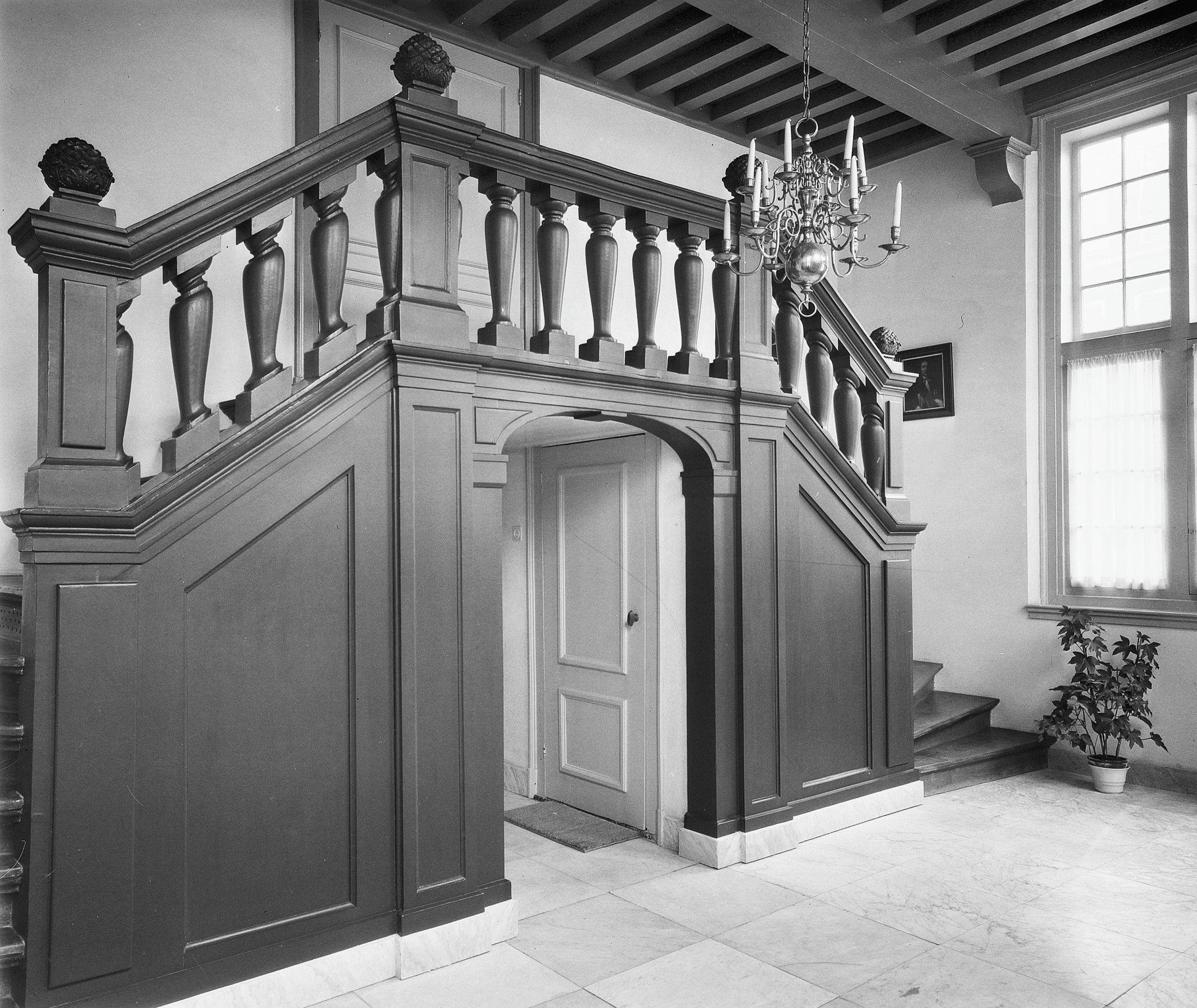
(1959)
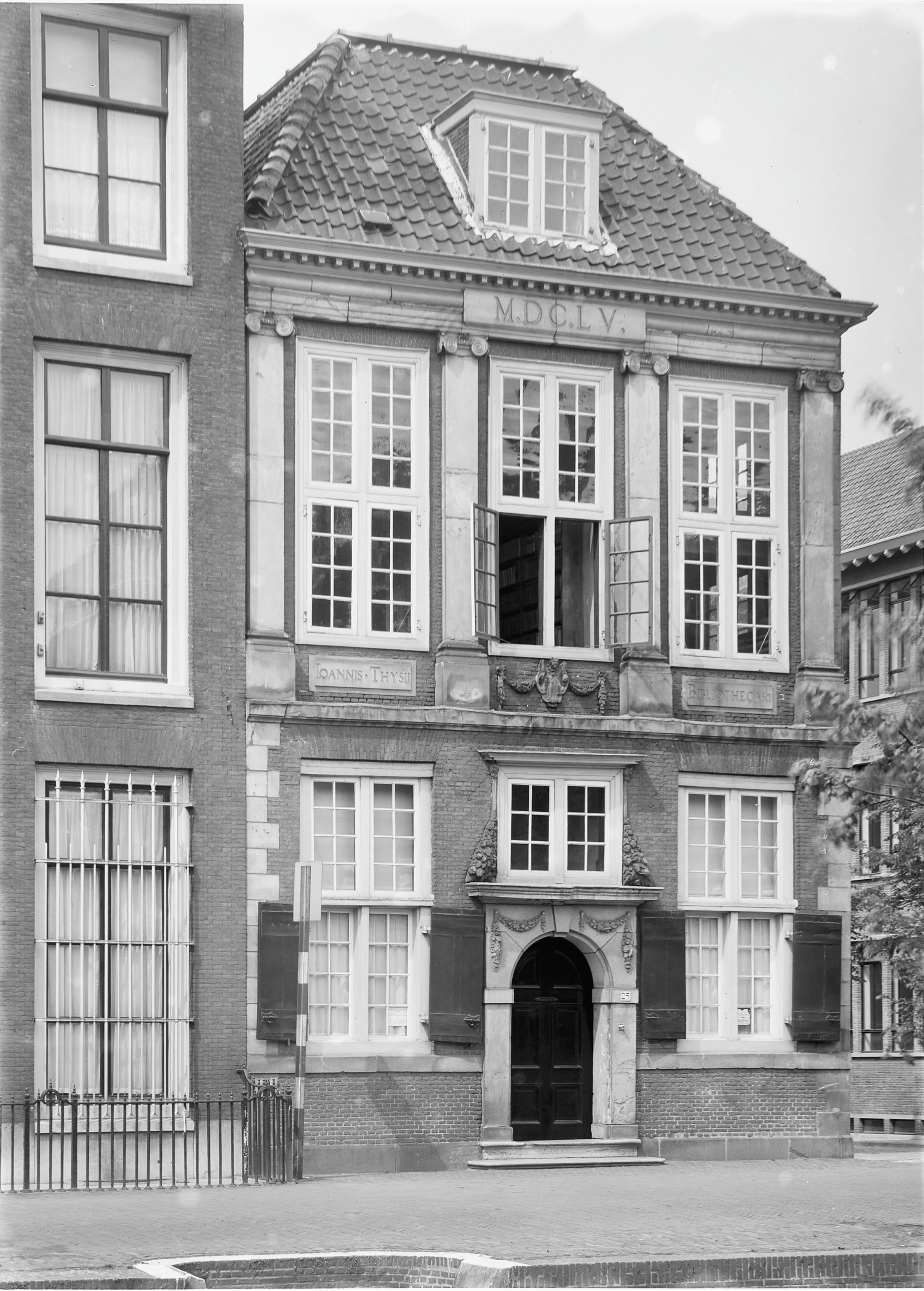
(1941)
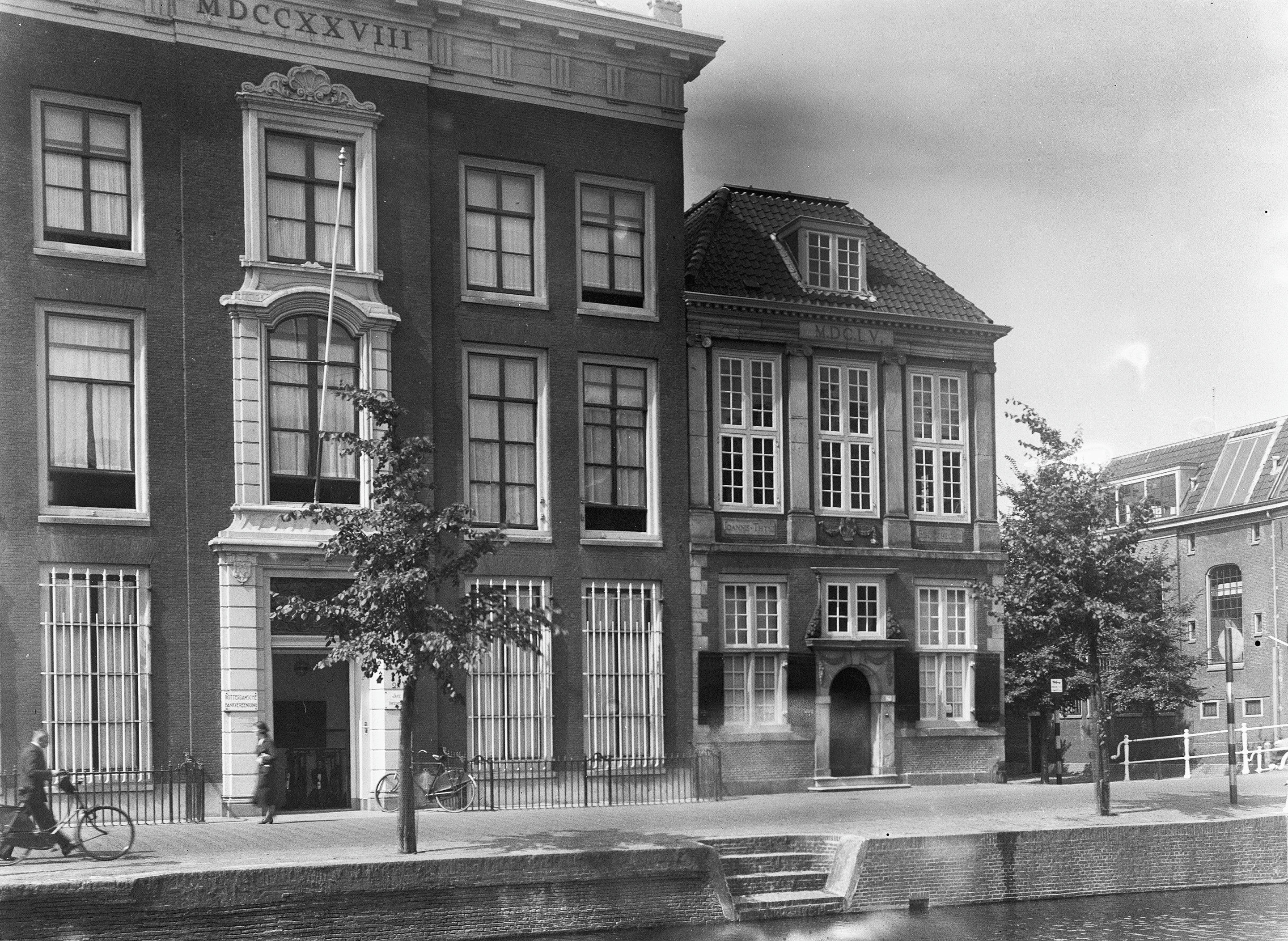
(19XX)

## Publications (sélection)
- Adriaan Smout : The Thysius Lute Book / Het Luitboek van Thysius. Ed. facs. (ms. 1666). Leyde et Utrecht, 2009.  (ISBN 9789065520555)
- Esther Mourits : Fortune - Du Bartas dans la Bibliotheca Thysiana à Leyde. In: Œuvres et critiques ; vol. 29 (2004), no. 2, p. 78-86
- D'avoir une chambre garnie de plus belles editions. Uit de correspondenties van Johannes Thysius. [Ed.: Esther Mourits & G.H.M. Posthumus Meyjes]. Leyde, Bibliotheca Thysiana, 2001.